# QuteMol
QuteMol – program o otwartym kodzie źródłowym służący do wizualizacji struktury przestrzennej białek. Program korzysta z możliwości technologii OpenGL i shaderów dostępnych w nowszych modelach kart graficznych do tworzenia innowacyjnych efektów. Został stworzony z myślą o czytelnym prezentowaniu dużych białek w trójwymiarze "na żywo". QuteMol jest programem bardzo prostym w obsłudze, sprowadza się do załadowania białka, ustawienia go w przestrzeni i wyboru predefiniowanych ustawień bądź ich regulacji. 
Główne cechy programu to:
- Ambient occlusion w czasie rzeczywistym
- Wyświetlanie atomów w reprezentacji szkieletowej i sferycznej (atomy)
- Zapisywanie obrazów w wysokiej rozdzielczości do publikacji (png i jpeg)
- Zapisywanie animacji (gif)
- Interaktywne renderowanie dużych białek (100 tys. atomów)
- Pliki wejściowe w formacje pdb
- Prosta i intuicyjna obsługa